# Alton (Staffordshire)
Pour les articles homonymes, voir Alton.
Alton est un village situé dans le comté de Staffordshire, en Angleterre, au Royaume-Uni. Il est connu pour le parc à thème Alton Towers, construit autour du manoir d'Alton, qui était possédé par Earls of Shrewsbury et conçu par Augustus Pugin.